# Sovtek

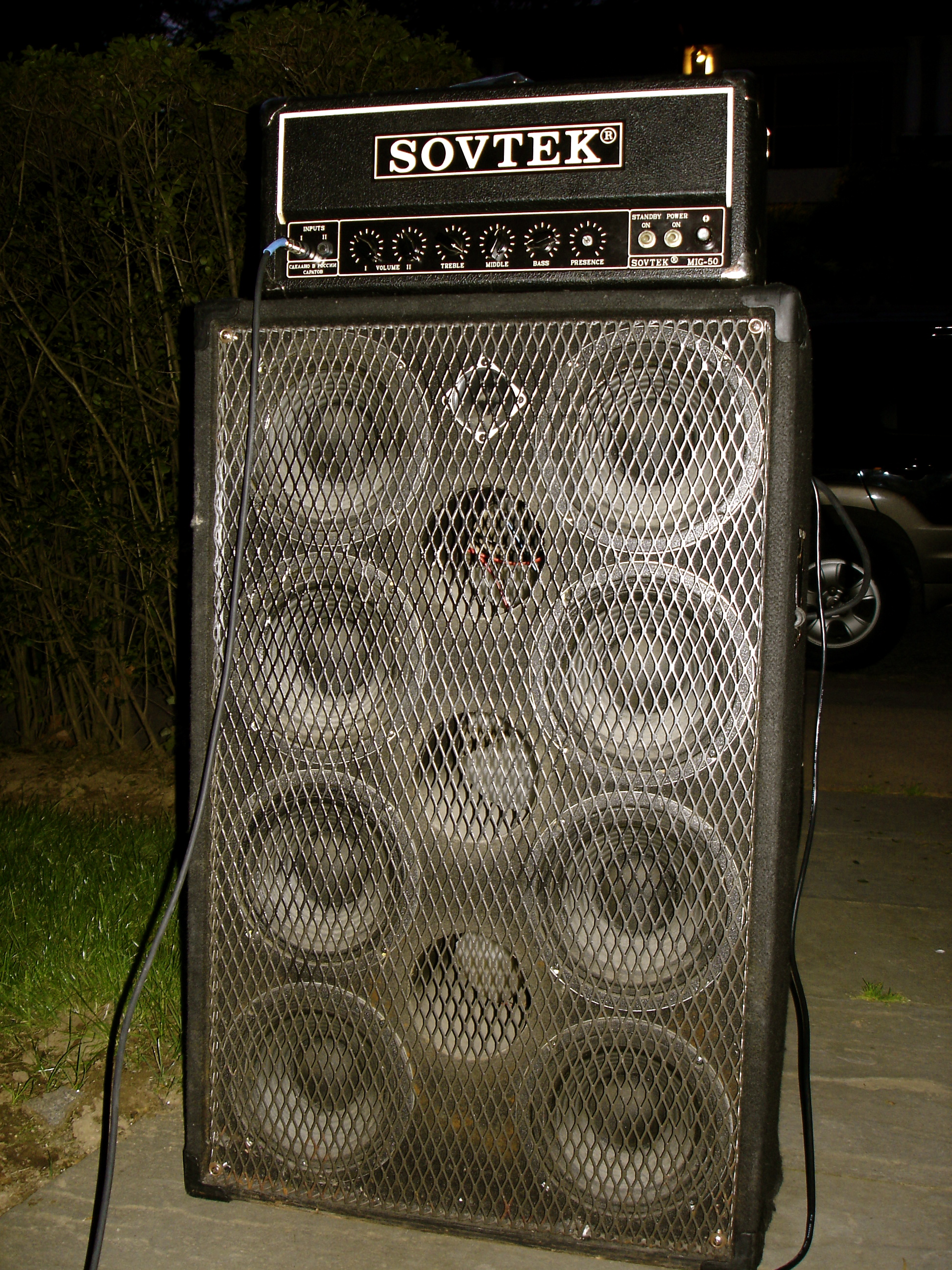
Sovtek-„MIG-50“-Verstärker

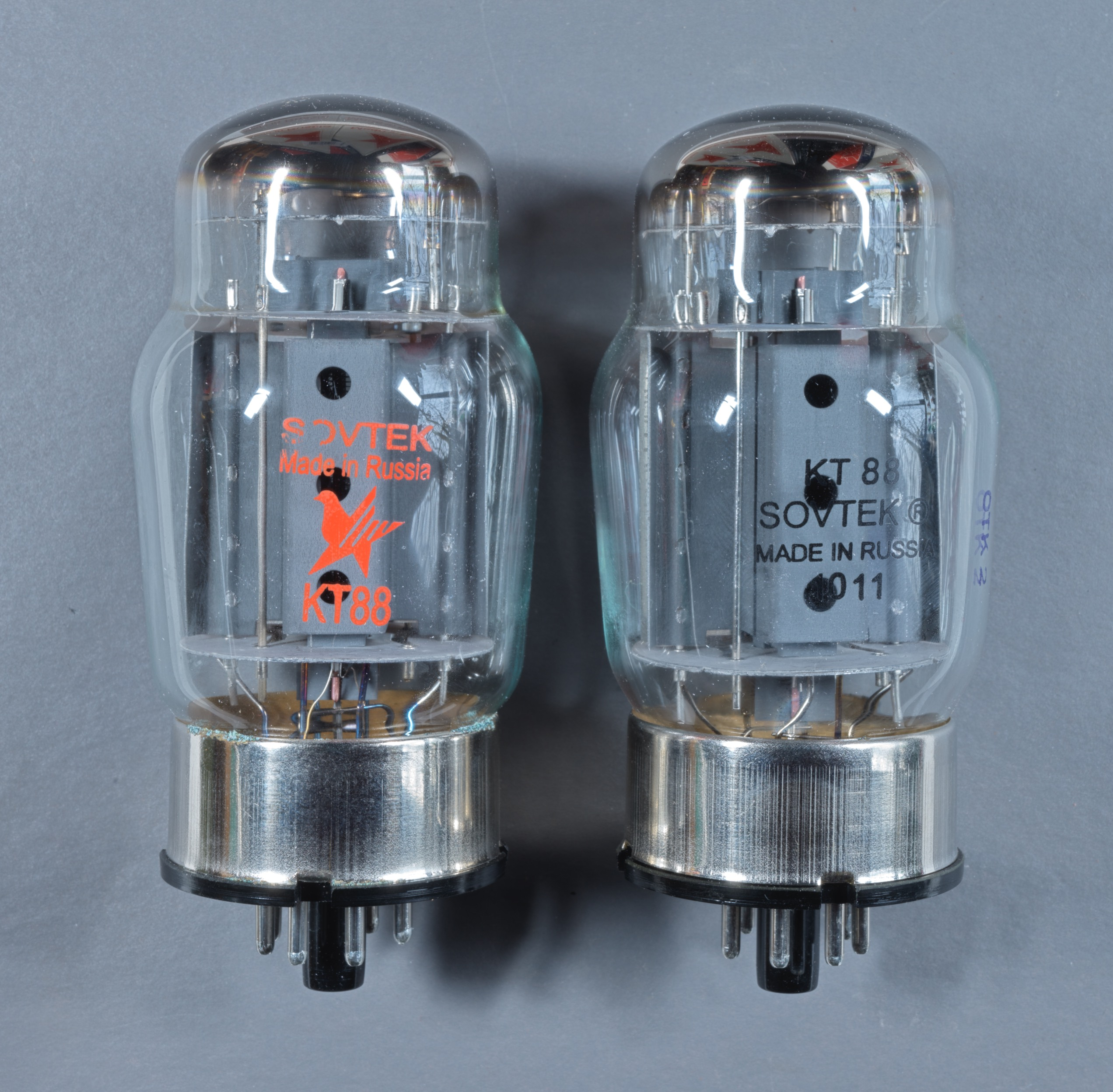
KT88 Elektronenröhren von Sovtek

Sovtek ist ein russischer Hersteller von Elektronenröhren und Röhrenverstärkern für elektrische Musikinstrumente. Sovtek gehört seit den 1990er Jahren als Marke zum amerikanischen Unternehmen New Sensor Corporation. Die Fertigungsstätten von Sovtek in Saratow werden von New Sensor ebenfalls genutzt, um Röhren der Marke Electro-Harmonix herzustellen. Zu den hergestellten Röhren gehören die Doppeltriode ECC83 (12AX7), die Pentoden EL84 und EL34, sowie die Strahlpentode oder Beam-Power-Tetrode 6L6.

## Liste von Sovtek Verstärkermodellen
- Mig 30
- Mig 50
- Mig 50H tube midget
- Mig 50B „Bass Blues Midget“
- Mig 60 „Siberia“
- Mig 100
- Mig 100H
- Mig 100B „Bassov Blues Boy“
- Mig 100U

Verstärker der Marke Sovtek wurden seit Ende der 90er Jahre nicht mehr hergestellt und besitzen daher mittlerweile in Musikerkreisen den Status von Sammlerobjekten.